# Giám sát viện
Giám sát viện, một trong năm nhánh của chính phủ Trung Hoa Dân Quốc, là cơ quan điều tra giám sát các nhánh chính phủ khác, có thể so với Thẩm kế viện Liên minh châu Âu hay Văn phòng vấn trách chính phủ Mỹ, nhưng tương đương nhất với Thẩm kế viện quốc gia Israel, như Giám sát viện, là thể hỗn hợp của thẩm kế viên và giám sát viên chính trị.

## Lịch sử
Giám sát viện thành lập tháng 2 năm 1931, kế nhiệm Thẩm kế viện (chữ Hán phồn thể: 審計院), hạ cấp thành bộ vào kết hợp vào Giám sát viện.

Viện huy trước đây

### Các triều đại phong kiến
Ý tưởng thành lập Giám sát viện bắt nguồn từ truyền thống giám sát của các vương triều trước, như Ngự sử do Nhà Tần và Hán thành lập, Đài và Gián của nhà Tùy và Đường (đài giám sát văn quan quân quan, gián khuyên bảo Hoàng đế về vấn đề giám sát) và Đô sát viện của nhà Minh và Thanh. Hầu hết các cơ quan này có nhánh địa phương và tỉnh để giám sát chính quyền địa phương.
Dưới thời nhà Thanh, Đô sát viện bao gồm 40 hay 50 thành viên và hai viện trưởng, một là người Mãn, một người Hán. Hai người, theo lý thuyết, được gửi một Đô sát viên tham dự phiên họp của mọi cơ quan chính phủ, đến khi thời kỳ loạn lạc chính trị trước khi Đế quốc kết thúc thì quyền hành của Đô sát viện đã giảm thiểu.

### Trung Hoa Dân Quốc

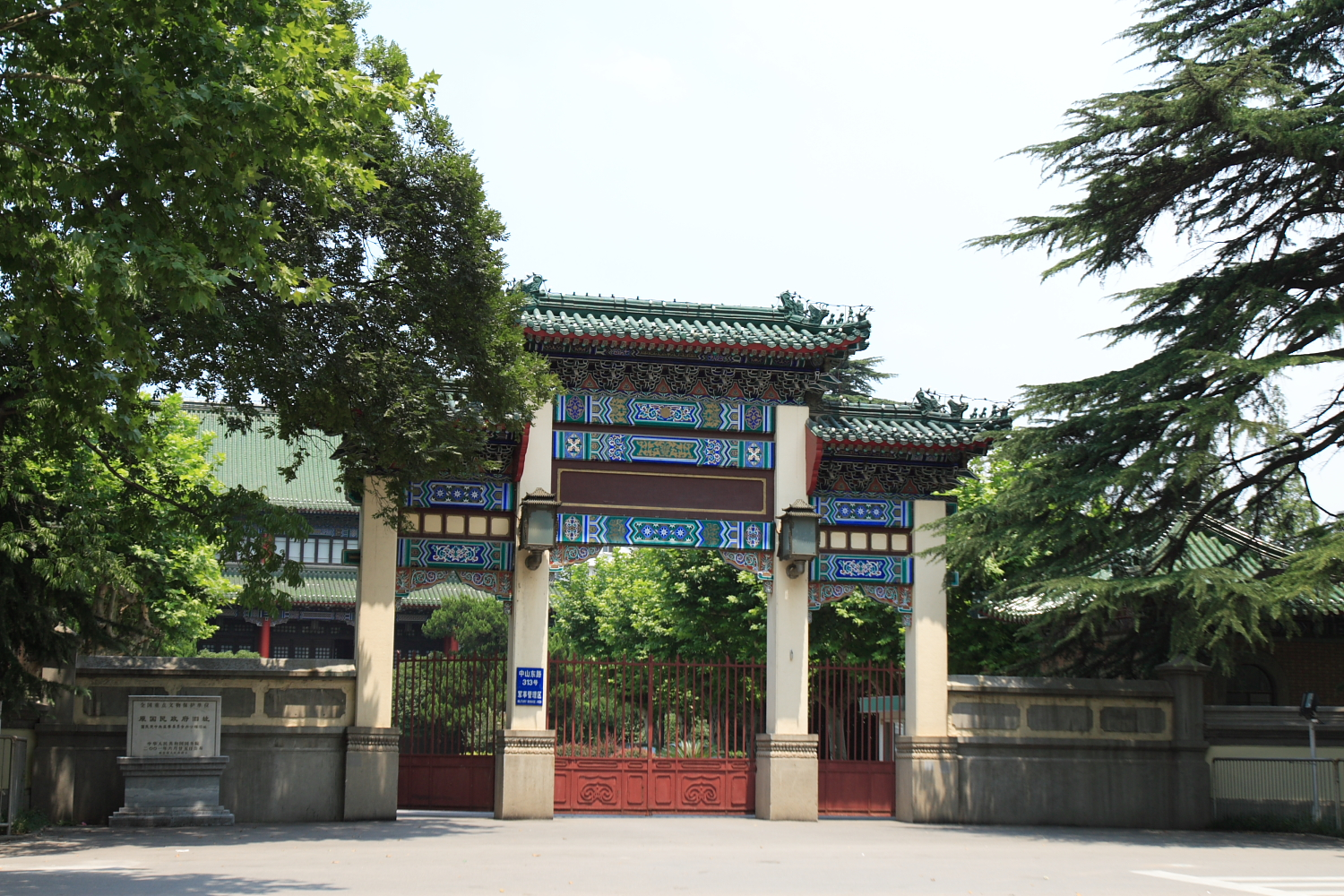
Cổng vào cựu trụ sở Giám sát viên ở Nam Kinh

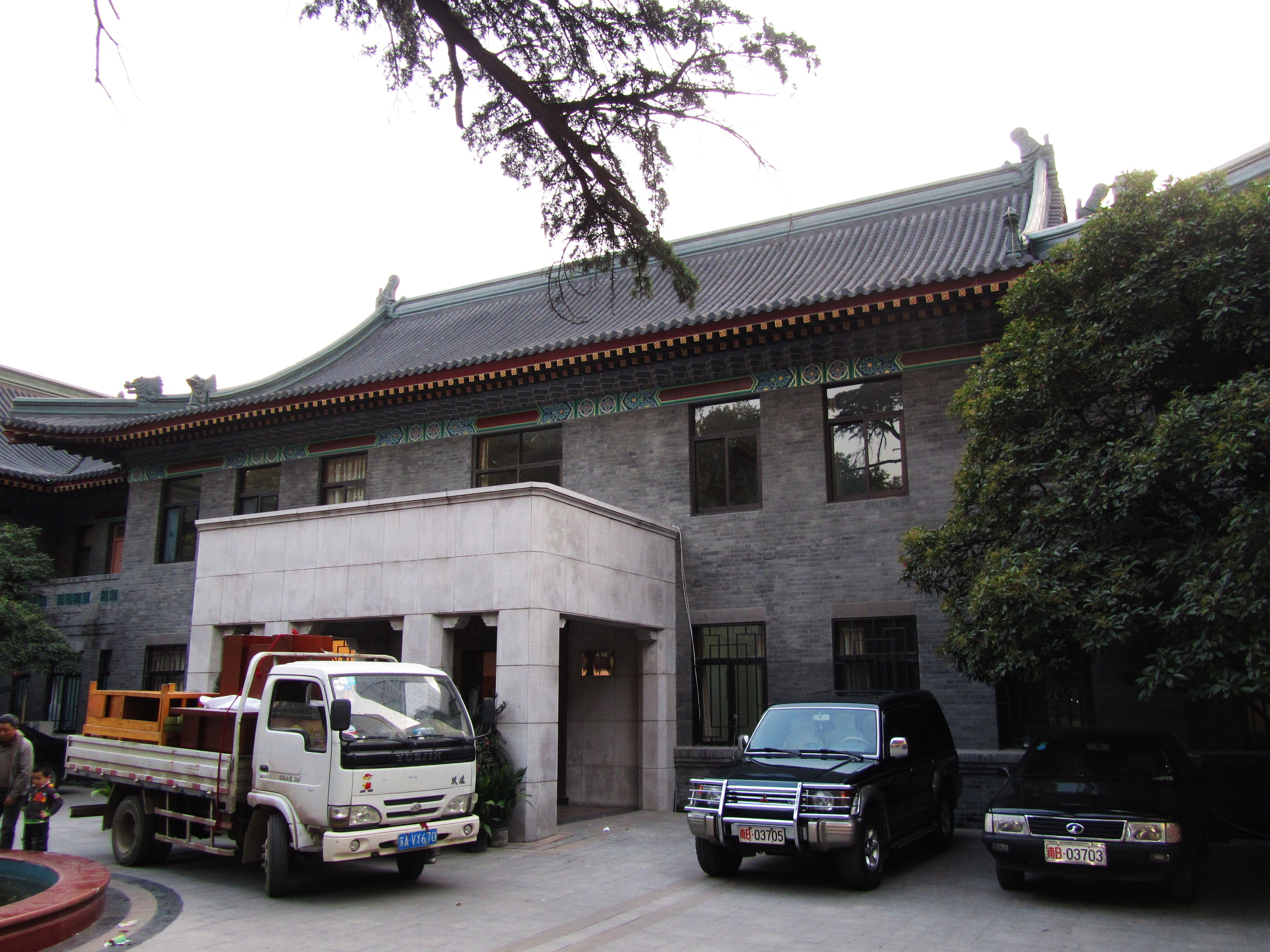
Cựu trụ sở Lập pháp viện và Giám sát viện ở Nam Kinh

Ý tưởng giám sát, thẩm kế chính phủ cộng hòa, Tôn Trung Sơn lấy làm một trong năm nhánh của chính phủ khi có chân trong Đồng minh hội, sau khi chính phủ cộng hòa lâm thời thành lập, ba nhánh truyền thống được tổ chức đầu tiên, đến năm 1928 thì hai nhánh Giám sát viện cùng Khảo thí viện được chính phủ lâm thời thành lập. Có nhánh thứ sáu Thẩm kế viện, được thành lập tháng 2 năm 1928, nhưng vào tháng 2 năm 1931 thì hạ cấp xuống Thẩm kế bộ kết hợp vào Giám sát viện.
Giám sát viện khóa thứ nhất do hội đồng tỉnh, huyện, Mông Cổ, Tây Tạng và kiều chính bầu và chính thức triệu tập năm 1948 sau khi Hiến pháp 1947 ban hành, hầu hết các nhánh của Giám sát viện đóng cửa sau khi chính quyền Quốc dân đảng rút lui về Đài Loan.

### Đài Loan
Năm 1992, cách thức chọn thành viên Giám sát viện được tu chính án hiến pháp thay đổi, hội đồng địa phương bầu thay bằng Tổng thống bổ nhiệm có Quốc hội đồng ý, khi Quốc hội bị bãi bỏ năm 2000 thì việc đồng ý do Lập pháp viện đảm nhiệm.
Cuối năm 2004, Tổng thống Trần Thủy Biển gửi danh sách ứng viên Giám sát viện đến Lập pháp viện cho đồng ý, Liên minh phiếm lam, đương thời có đa số trong Lập pháp viện, từ chối phê chuẩn danh sách của và yêu cầu nộp danh sách mới. Bế tắc chính trị đình chỉ Giám sát viện từ tháng 2 năm 2005 đến tháng 7 năm 2008, sau khi Tổng thống Mã Anh Cửu của Liên minh phiếm lam đắc cử thì Lập pháp viện phê chuẩn danh sách ứng viên và Vương Kiến Huyên được bổ nhiệm làm Viện trưởng.

## Quyền hành và nhiệm vụ
- Đàn hặc
- Thẩm kế
- Giám sát
- Điều tra công chức
- Tiếp nhận thư phàn nàn về công chức
- Giám sát kỳ thi Khảo thí viện cho nhân viên chính phủ
- Thi hành luật tự do thông tin (bằng Luật công khai tư tấn chính phủ) với giao dịch tài chính và quà cấp của chính khách
- Gợi ý biện pháp củ chính để khắc phục vấn đề của Hành chính viện
- Bảo vệ nhân quyền
- Hợp tác quốc tế với cơ quan nhân quyền và giám sát khác, bao gồm Tổ chức giám sát quốc tế.

## Cấu trúc

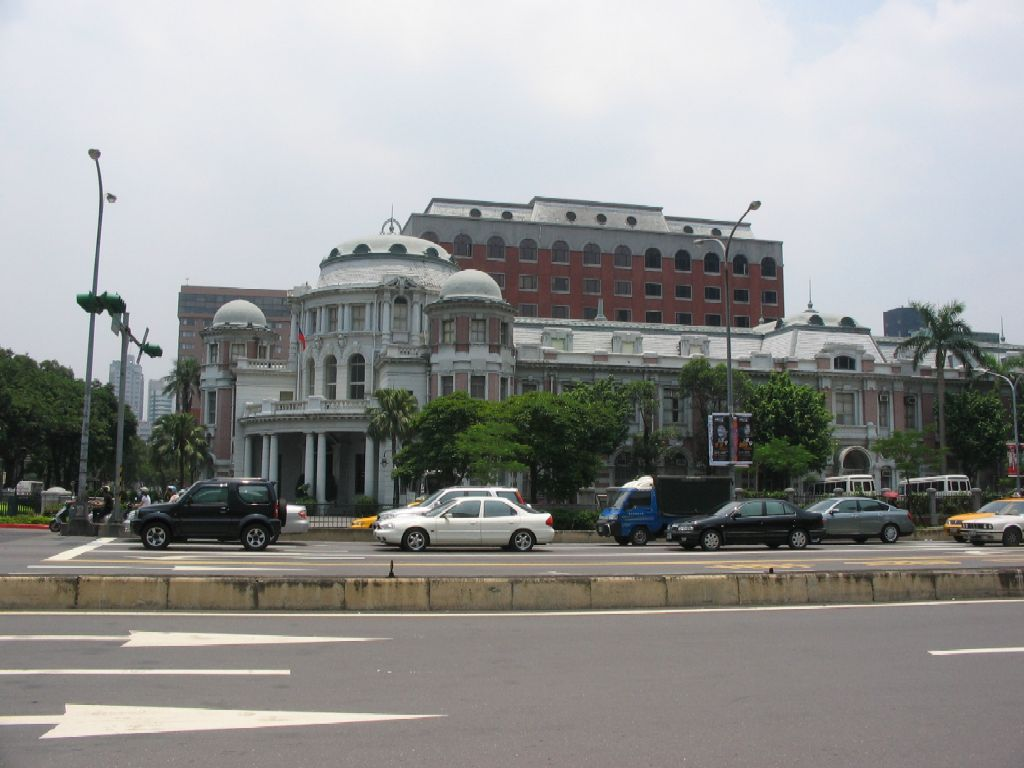
Trụ sở Giám sát viện

Giám sát viện bao gồm Viện trưởng, Phó viện trưởng, hội đồng 27 thành viên và Thẩm kế bộ

### Hội đồng
Hội đồng Giám sát viện, do Viện trưởng đứng đầu, chia thành nhiều ủy ban để hoàn thành nhiệm vụ của viện.

#### Ủy ban thường vụ
Bảy Ủy ban thường vụ là:
- Ủy ban tộc quần và nội chính
- Ủy ban kiều chính và ngoại giao
- Ủy ban quốc phòng và tình báo
- Ủy ban kinh tế và tài chính
- Ủy ban văn hóa và giáo dục
- Ủy ban thái cấu và giao thông
- Ủy ban ngục chính và tư pháp

#### Ủy ban đặc biệt
Ngoài ra, Giám sát viện có năm Ủy ban đặc biệt:
- Ủy ban nghiên cứu pháp quy
- Ủy ban tư tuân
- Ủy ban kỷ luật ủy viên giám sát
- Ủy ban liêm chính
- Ủy ban bảo chướng nhân quyền

#### Ủy ban thẩm nghị tố nguyện ưng thiết
Ủy ban thẩm nghị tố nguyện ưng thiết, hoạt động theo quyền Giám sát viện nhưng gồm ủy viên giám sát lẫn người khác, xem xét thượng tố hành chính không trong quyền hạn Giám sát viện và Thẩm kế bộ.

#### Biên tổ tại vụ
- Tiểu tổ chấp hành và quy hoạch dự toán cung cấp gợi ý về quy hoạch và soạn thảo ngân sách hàng năm của Giám sát viện
- Tiểu tổ sự vụ quốc tế đảm nhiệm hợp tác và liên lạc với cơ quan thẩm kế, giám sát của nước khác

Ủy viên giám sát không thể kiêm nhiệm công chức hay tư vụ nào khác khi tại chức (theo Điều 103 Hiến pháp) và phải làm việc vô tư, độc lập. Ủy viên có thể bỏ phiếu nhiều nhất chỉ trong ba ủy ban và có thể gia nhập ủy ban khác làm thành viên không bầu. Mỗi ủy ban có thể có đến 14 thành viên và bầu chủ tịch chủ trì phiên họp ủy ban.

### Thẩm kế bộ
Thẩm kế bộ do Thẩm kế trưởng mà Tổng thống bổ nhiệm có Lập pháp viện đồng ý hành sử quyền thẩm kế của Giam sát viện, bao gồm năm
- Sảnh thẩm kế công vụ phổ thông
- Sảnh thẩm kế kinh phí quốc phòng
- Sảnh thẩm kế công vụ đặc chủng
- Sảnh thẩm kế sự nghiệp công hữu và doanh nghiệp công hữu
- Sảnh thẩm kế tài vật

Các cơ quan trực thuộc sau đây chủ yếu là Bộ nới rộng ra:
- Xử thẩm kế thành phố Đài Bắc
- Xử thẩm kế thành phố Tân Hoa
- Xử thẩm kế thành phố Đài Trung
- Xử thẩm kế thành phố Đài Nam
- Xử thẩm kế thành phố Cao Hùng
- Thất thẩm kế huyện thị

## Danh sách Viện trưởng Giám sát viện

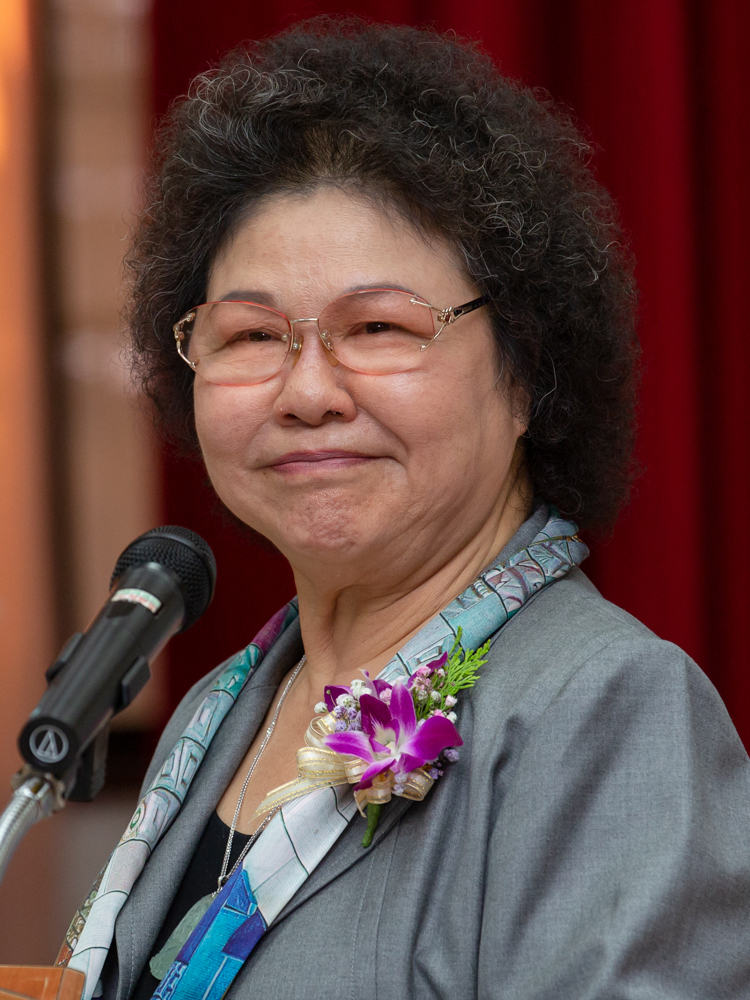
Trần Cúc, Viện trưởng Giám sát viện tại chức

### Trước 1947
1. Thái Nguyên Bồi (8 tháng 10 năm 1928 - 29 tháng 8 năm 1929)
2. Triệu Đới Văn (29 tháng 8 năm 1929 - 18 tháng 11 năm 1930)
3. Vu Hữu Tại (18 tháng 11 năm 1930 - 9 tháng 6 năm 1948)

### Sau 1947
1. Vu Hữu Tại (9 tháng 6 năm 1948 - 10 tháng 11 năm 1964)
  - Lý Tự Thông (10 tháng 11 năm 1964 - 17 tháng 8 năm 1965) quyền nhiếp
2. Lý Tự Thông (17 tháng 8 năm 1965 - 15 tháng 5 năm 1972)
  - Trương Duy Hàn (15 tháng 5 năm 1972 - 19 tháng 3 năm 1973) quyền nhiếp
3. Dư Tuấn Hiền (19 tháng 3 năm 1973 - 12 tháng 3 năm 1987)
4. Hoàng Tôn Thu (12 tháng 3 năm 1987 - 1 tháng 2 năm 1993)
5. Trần Lý An (1 tháng 2 năm 1993 - 23 tháng 9 năm 1995)
  1. Trịnh Thủy Chi (23 tháng 9 năm 1995 - 1 tháng 9 năm 1996) quyền nhiếp
6. Vương Tác Vinh (1 tháng 9 năm 1996 - 1 tháng 2 năm 1999)
7. Tiền Phục (1 tháng 2 năm 1999 - tháng 2 năm 2005)
  1. Vị trí khuyết (1 tháng 2 năm 2005 - 1 tháng 8 năm 2008)
8. Vương Kiến Huyên (1 tháng 8 năm 2008 - 31 tháng 7 năm 2014)
9. Trương Bác Nhã (31 tháng 7 năm 2014 - 31 tháng 7 năm 2020)
10. Trần Cúc (1 tháng 8 năm 2020 - hiện tại)

## Danh sách Phó viện trưởng Giám sát viện

### Trước 1947
1. Trần Quả Phu (8 tháng 10 năm 1928 - 28 tháng 12 năm 1931)
2. Đinh Duy Phần (28 tháng 12 năm 1931 - 7 tháng 12 năm 1935)
3. Hứa Sùng Trí (7 tháng 12 năm 1935 - 27 tháng 12 năm 1941)
4. Lưu Thượng Thanh (27 tháng 12 năm 1941 - 20 tháng 2 năm 1947)
5. Hoàng Thiệu Hoành (7 tháng 6 năm 1947 - 27 tháng 10 năm 1947
6. Lưu Triết (27 tháng 10 năm 1947 - 4 tháng 6 năm 1948)

### Sau 1947
1. Lưu Triết (12 tháng 6 năm 1948 - 7 tháng 1 năm 1954)
2. Lương Thượng Đống (18 tháng 8 năm 1954 - 12 tháng 7 năm 1957)
3. Lý Tự Thông (12 tháng 4 năm 1958 - 17 tháng 8 năm 1965)
4. Trương Duy Hàn (2 tháng 11 năm 1965 - 19 tháng 3 năm 1973)
5. Chu Bách Luyện (19 tháng 3 năm 1973 - 24 tháng 3 năm 1981)
6. Hoàng Tôn Thu (24 tháng 3 năm 1981 - 12 tháng 3 năm 1987)
7. Mã Công Xuân (12 tháng 3 năm 1987 - 30 tháng 12 năm 1991)
8. Lâm Vinh Tam (20 tháng 2 năm 1992 - 1 tháng 2 năm 1993)
9. Trịnh Thủy Chi (1 tháng 2 năm 1999 - 1 tháng 2 năm 1999)
10. Trần Mạnh Linh (1 tháng 2 năm 1999 - 1 tháng 2 năm 2005)
11. Trần Tiến Lợi (24 tháng 11 năm 2008 - 31 tháng 7 năm 2014)
12. Tôn Đại Xuyên (1 tháng 8 năm 2014 - 31 tháng 7 năm 2020)
13. Vị trí khuyết (1 tháng 8 năm 2020 - hiện tại)

## Đường dẫn ngoài
- Giám sát viện